# 弧矢增廿七
HD 60666，又名CD-26 4574，SAO 174033、HR 2916，是一颗船尾座的恒星，视星等为5.77，位于銀經241.69，銀緯-3.37，其B1900.0坐标为赤經7h 30m 30.1s，赤緯-26° -3.37′ 44″。